# Eva Orthmann
Eva Orthmann (* 1970 in Saarbrücken) ist eine deutsche Iranistin.

## Leben
Nach dem Studium (1989–1995) der Islamwissenschaft und Iranistik an der Eberhard Karls Universität Tübingen (Magisterarbeit: ʿAbd or-Raḥīm Ḫān-e Ḫānān, Staatsmann und Mäzen) und der Promotion (1995–2000) an der Martin-Luther-Universität Halle-Wittenberg (Dissertation: Die arabischen Stämme im 2. und 3. Jahrhundert der Hiǧra) war sie von 2000 bis 2005 Hochschulassistentin am Orientalischen Seminar der Universität Zürich. Von 2005 bis 2007 war sie Visiting Research Scholar, Department of Near Eastern Languages and Civilizations der Yale University (Forschungsprojekt: Islamische Astrologie). Von 2007 bis 2018 war sie Professorin für Islamwissenschaft an der Rheinischen Friedrich-Wilhelms-Universität Bonn. Seit 2018 ist sie Professorin für Iranistik an der Georg-August-Universität Göttingen. 2024 wurde sie als ordentliches Mitglied in die Niedersächsische Akademie der Wissenschaften zu Göttingen aufgenommen.
In Forschung und Lehre befasst sie sich mit Indien und dem Iran wie auch den Beziehungen zwischen diesen beiden Regionen. Zu ihren Forschungsschwerpunkten gehören Fragen der Wissenschaftsgeschichte und Astrologie sowie Stammesstrukturen; zeitlich fokussiert sie sich dabei auf die Zeit des Sultanats von Delhi und des Mogulreichs.

## Schriften (Auswahl)
- ʿAbd or-Raḥīm H̱ān-e H̱ānān (964–1036/1556–1627). Staatsmann und Mäzen. Berlin 1996, ISBN 3-87997-258-3.
- Stamm und Macht. Die arabischen Stämme im 2. und 3. Jahrhundert der Hiǧra. Wiesbaden 2002, ISBN 3-89500-288-7.
- mit Ghasem Toulany: Lehrbuch der persischen Sprache. Hamburg 2016, ISBN 978-3-87548-761-9.
- mit Anna Kollatz (Hrsg.): The ceremonial of audience. Transcultural approaches. Göttingen 2019, ISBN 3-8471-0887-5.